# Tỉnh (Ukraina)
Tỉnh (tiếng Ukraina: область, oblast) tại Ukraina là đơn vị hành chính cấp một.  Lãnh thổ Ukraina được chia thành 24 tỉnh, cùng Cộng hòa tự trị Krym, và hai 'thành phố có vị thế đặc biệt' là Kyiv và Sevastopol. Ukraina là một nhà nước đơn nhất, do vậy các tỉnh không có nhiều phạm vi thẩm quyền pháp lý ngoài hiến pháp và pháp luật quốc gia. Điều 140–146 của chương XI trong hiến pháp liên quan trực tiếp đến chính quyền địa phương và thẩm quyền của họ.
Các tỉnh được chia thành các huyện (raion), mỗi tỉnh có từ 3 đến 10 huyện sau cải cách vào tháng 7 năm 2020.

## Đặc điểm
Tại Ukraina thuật ngữ oblast biểu thị một đơn vị hành chính chủ yếu. Dưới thời Đế quốc Nga và cho đến thập niên 1920, Ukraina được phân chia giữa một số guberniya. Thuật ngữ oblast được chính phủ Liên Xô áp dụng vào năm 1932 khi CHXHCNXV Ukraina được chia thành bảy tỉnh, thay thế đơn vị hành chính trước đó là okruha và gồm có 406 huyện (raion). Các tỉnh ban đầu là tỉnh Vinnytsia, tỉnh Kyiv, tỉnh Odesa, tỉnh Kharkiv và tỉnh Dnipropetrovsk. Ngay trong mùa hè năm 1932, tỉnh Donetsk được hình thành từ phần phía đông của các tỉnh Kharkiv và Dnipropetrovsk; đến mùa thu năm 1932 tỉnh Chernihiv được hình thành từ vùng ranh giới của các tỉnh Kyiv và Kharkiv.
Từ năm 1935 đến năm 1938, chính quyền Liên Xô lập ra một số okrug (okruha) đặc biệt tự quản ở dọc biên giới phía tây của Ukraina và Belarus.  Sau khi xóa bỏ các okrug vào năm 1937–1938, mỗi tỉnh Kyiv, Vinnytsia, Odesa và Kharkiv được phân tách để hình thành bốn tỉnh mới (tỉnh Zhytomyr, tỉnh Kamianets-Podilsky (sau là Khmelnytskyi), tỉnh Mykolaiv, tỉnh Poltava). Ngay trước Thế chiến II, tỉnh Donetsk được phân tách thành tỉnh Stalino và tỉnh Voroshylovhrad, và tỉnh Kirovohrad được hình thành từ các vùng đất cũ của các tỉnh Kyiv, Mykolaiv và Odesa.
Trong Thế chiến II, Ukraina có thêm tám tỉnh thuộc Tây Ukraina và Bessarabia. Sau khi Đức Quốc Xã chiếm đóng Ukraina, lãnh thổ bị phân chia giữa Phủ tổng đốc Ba Lan, Vương quốc Romania và Reichskommissariat Ukraina và thi hành phân chia hành chính hoàn toàn khác. Sau khi Liên Xô tái lập quyền lực hậu chiến, đơn vị hành chính tỉnh được lập lại, có thêm một tỉnh mới là Zakarpattia. Năm 1954, tỉnh Krym được chuyển giao từ CHXHCNXVLB Nga cho CHXHCNXV Ukraina; trong cùng năm tỉnh Cherkasy hình thành từ một phần vùng đất của các tỉnh xung quanh, còn tỉnh Izmail được hợp nhất vào tỉnh Odesa. Năm 1959, tỉnh Drohobych được hợp nhất với tỉnh Lviv.
Hầu hết các tỉnh của Ukraina được đặt theo trung tâm hành chính tương ứng, đồng thời là thành phố lớn nhất và phát triển nhất trong tỉnh. Dân số các tỉnh là từ 904.000 tại tỉnh Chernivtsi đến 4,4 triệu tại tỉnh Donetsk. Trước năm 2020 các tỉnh thường được chia thành khoảng trung bình 20 huyện (11 tại Chernivtsi đến 27 tại Kharkiv và Vinnytsia).

### Ban đầu vào năm 1932
- Tỉnh Dnipropetrovsk, trung tâm tại Dnipropetrovsk (chia thành các raion)
- Tỉnh Kharkiv, trung tâm tại Kharkiv (chia thành các raion)
- Tỉnh Kyiv, trung tâm tại Kyiv (chia thành các raion)
- Tỉnh Odesa, trung tâm tại Odesa (chia thành các raion)
- Tỉnh Vinnytsia, trung tâm tại Vinnytsia (chia thành các raion)
- Các raion phụ thuộc nước cộng hòa (trực thuộc chính phủ tại thủ đô Kharkiv)

Sau đó có thêm
- Tỉnh Donetsk, trung tâm tại Stalino (ban đầu là – Artemivsk) (hình thành ngày 17 tháng 7 năm 1932 từ các huyện của tỉnh Kharkiv và Dnipropetrovsk và các huyện phụ thuộc nước cộng hòa)
- Tỉnh Chernihiv, trung tâm tại Chernihiv (hình thành ngày 15 tháng 10 năm 1932 từ các huyện của Kharkiv và Kyiv)

### Các đơn vị năm 1937–1938
- Tỉnh Kamianets-Podilsk, trung tâm tại Kamianets-Podilsk (từ các huyện của tỉnh Vinnytsia)
- Tỉnh Mykolaiv, trung tâm tại Mykolaiv (từ các huyện của tỉnh Odesa và Dnipropetrovsk)
- Tỉnh Poltava, trung tâm tại Poltava (từ các huyện của tỉnh Kharkiv và Kyiv)
- Tỉnh Zhytomyr, trung tâm tại Zhytomyr (từ các huyện của tỉnh Vinnytsia và Kyiv)
- Tỉnh Donetsk được phân chia thành tỉnh Stalino, trung tâm tại Stalino, và tỉnh Voroshylovhrad, trung tâm tại Voroshylovhrad

### Lập mới và mở rộng lãnh thổ trong Thế chiến II năm 1939–1940
- Kirovohrad, trung tâm tại Kirovohrad (từ các huyện của tỉnh Kyiv, Odesa, Poltava và Mykolaiv)
- Sumy, trung tâm tại Sumy (từ các huyện của tỉnh Chernihiv, Poltava và Kharkiv)
- Zaporizhzhia, trung tâm tại Zaporizhzhia (từ các huyện của tỉnh Dnipropetrovsk và Mykolaiv)
- Drohobych, trung tâm tại Drohobych
- Ivano-Frankivsk, trung tâm tại Ivano-Frankivsk
- Lviv, trung tâm tại Lviv
- Volyn, trung tâm tại Lutsk
- Rivne, trung tâm tại Rivne
- Tarnopol, trung tâm tại Tarnopol
- Chernivtsi, trung tâm tại Chernivtsi
- Izmail, trung tâm tại Izmail

### Hậu chiến
- Kherson, trung tâm tại Kherson
- Zakarpattia, trung tâm tại Uzhhorod
- Cherkasy, trung tâm tại Cherkasy
- Krym, trung tâm tại Simferopol

### Bản đồ

okruha của Ukraina năm 1929–1930
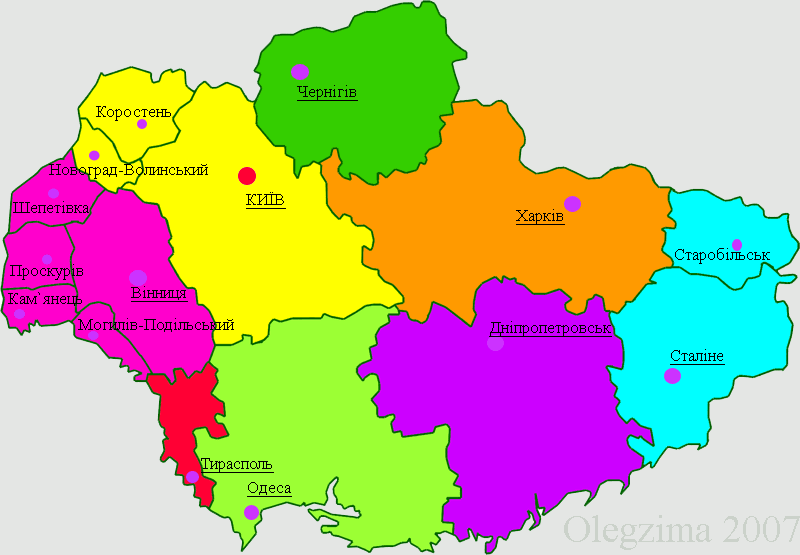
Sau 1935; gồm các tỉnh Donetsk và Chernihiv mới thành lập và các okrug biên giới
okrug biên giới bị loại bỏ và thêm bốn tỉnh được hình thành vào năm 1937
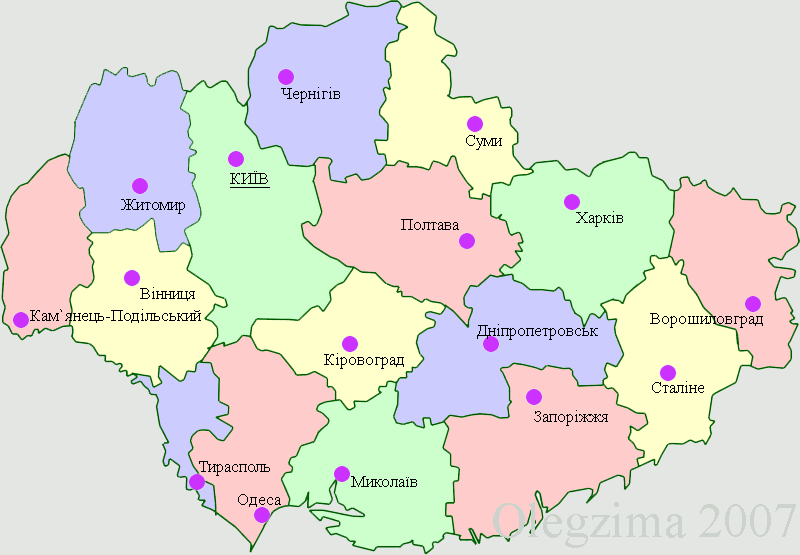
Lập thêm các tỉnh ngay trước Thế chiến II
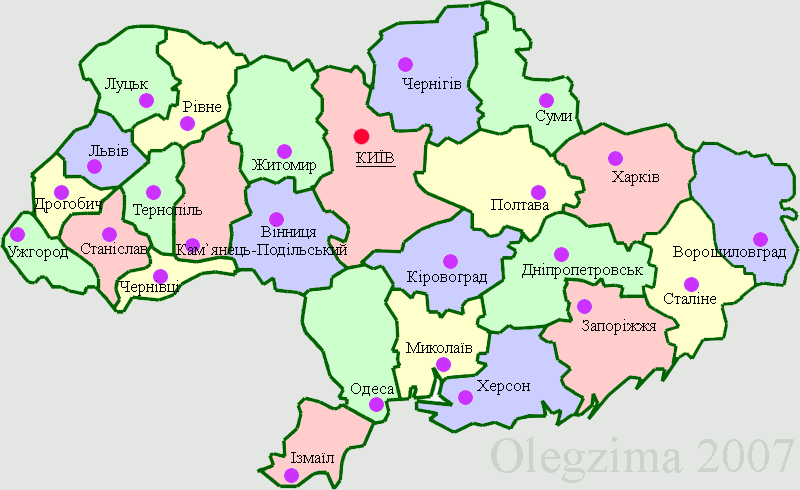
Các đơn vị thời hậu chiến của Ukraina

## Thẩm quyền
Hiến pháp Ukraina quy định quốc gia này là một nhà nước đơn nhất:
Cấu trúc lãnh thổ của Ukraina dựa trên các nguyên tắc thống nhất và không thể phân chia lãnh thổ nhà nước, kết hợp tập trung hóa và phi tập trung hóa trong thi hành quyền lực nhà nước, và cân bằng phát triển kinh tế-xã hội của các khu vực có tính đến các đặc điểm lịch sử, kinh tế, sinh thái, địa lý và nhân khẩu, và các truyền thống dân tộc và văn hóa.— Hiến pháp Ukraina, Chương IX: Cấu trúc lãnh thổ của Ukraina, Điều 132

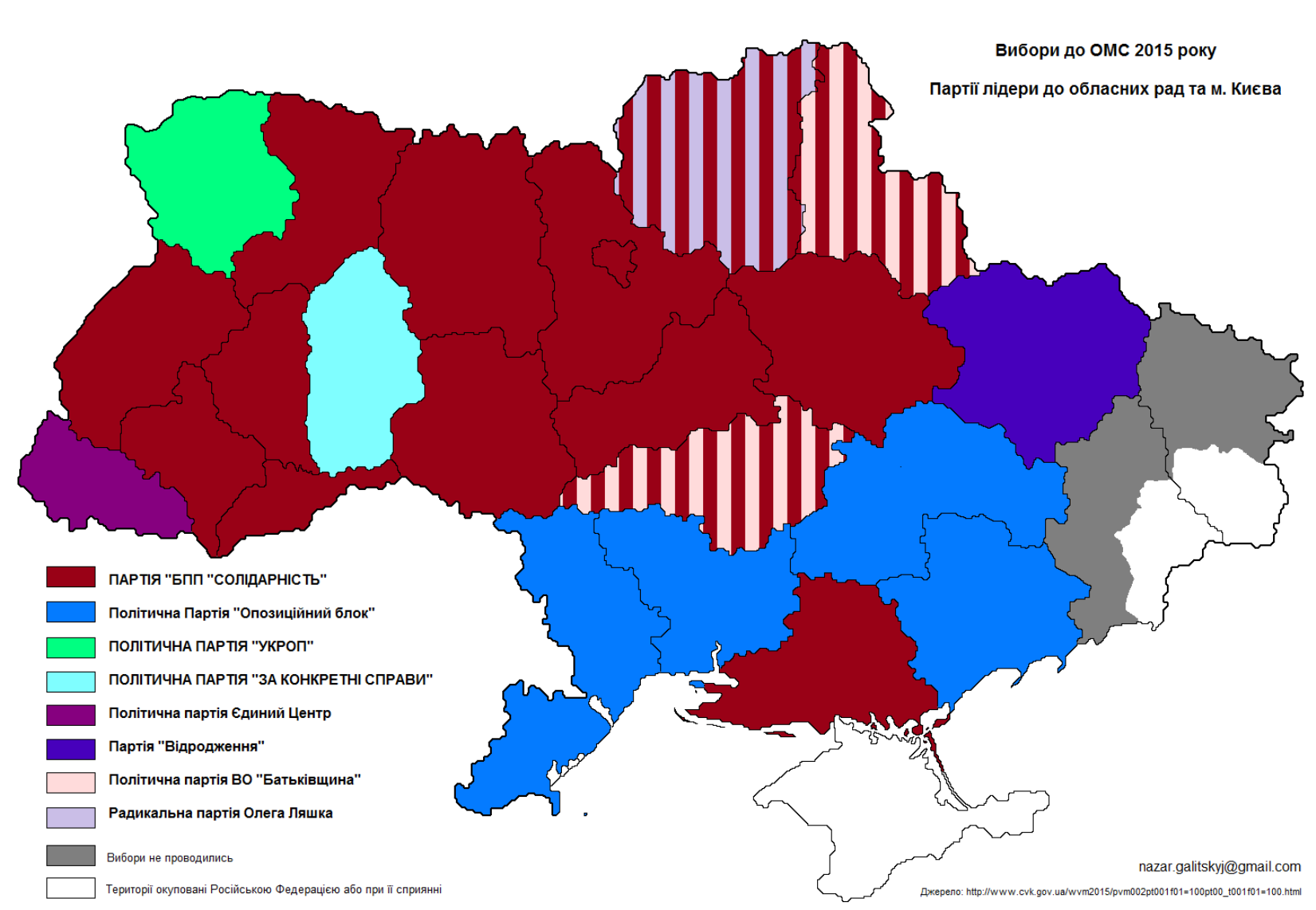
Kết quả bầu cử nghị viện khu vực năm 2015

Các tỉnh của Ukraina có quyền lập pháp và  hành pháp, hầu hết là dưới quyền chính phủ trung ương tại Kyiv. Các tỉnh được quản lý theo luật của chính phủ Ukraina và theo hiến pháp của quốc gia. Các tỉnh tự thu thuế, nộp một phần lên trung ương và được nhận lại một phần ngân sách.
Quyền lực hành pháp tại mỗi tỉnh (cũng như các đơn vị khác của Ukraina) được thi hành bởi chính quyền được bầu cử cấp địa phương. Nhà lãnh đạo của chính quyền địa phương do Tổng thống bổ nhiệm hoặc bãi nhiệm theo đề cử của Nội các. Do Ukraina là nhà nước đơn nhất, các chính quyền địa phương có ít quyền lực và sức nặng chính trị thực chất. Người đứng đầu chính quyền địa phương thi hành quyền hạn của mình, chịu trách nhiệm trước Tổng thống và phụ thuộc các cơ quan hành pháp cấp cao hơn. Theo hiến pháp người đứng đầu chính quyền cấp tỉnh sẽ từ chức sau khi tổng thống mới được bầu ra.
Quyền lực lập pháp cấp tỉnh thuộc về các hội đồng tỉnh, họ giám sát hoạt động của chính quyền địa phương. Hội đồng tỉnh cũng quản lý một lượng ngân sách đáng kể, các đại biểu được bầu ra mỗi bốn năm.

## Tên gọi
Tên gọi các tỉnh trong tiếng Ukraina là một tính từ quan hệ, hình thành bằng việc thêm một hậu tố giống cái vào tên của thành phố trung tâm tương ứng. Ví dụ Poltava là trung tâm của Poltavs'ka oblast' (tỉnh Poltava). Hầu hết các tỉnh đôi khi cũng được đề cập đến dưới dạng danh từ giống cái, thêm hậu tố "-shchyna" vào địa danh truyền thống của vùng.  Ví dụ tỉnh Poltava được gọi là Poltavshchyna.
Ngoại lệ là hai tỉnh Volyn và Zakarpattia, chúng giữ lại tên vùng lịch sử tương ứng, Volyn' (Volhynia) và Zakarpattia (Ngoại Karpat), thủ phủ tương ứng là Lutsk và Uzhhorod.
Thủ phủ của hai tỉnh Dnipropetrovsk và Kirovohrad được đổi tên thành Dnipro và Kropyvnytskyi vào năm 2016 trong quá trình thay thế tên gọi Xô viết. Do tên của các tỉnh được ghi trong Hiến pháp Ukraina nên việc thay đổi là quá trình phức tạp và kéo dài, do đó các tỉnh vẫn còn giữ các tên gọi Xô viết.

## Danh sách

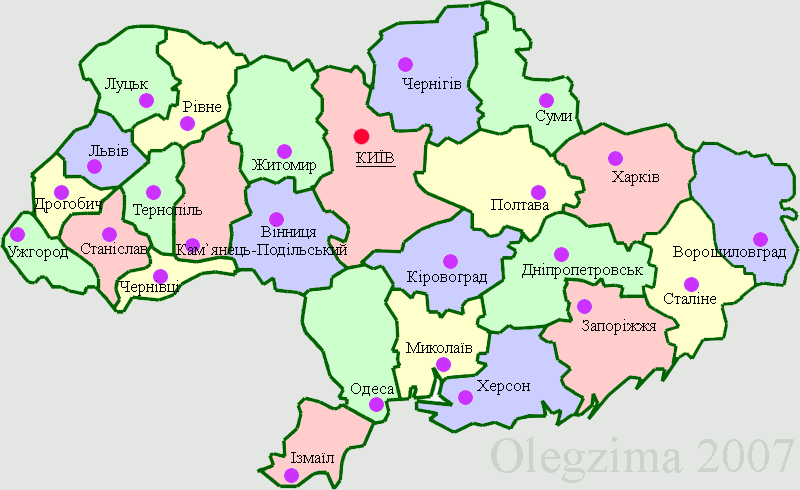
Bản đồ các đơn vị hành chính CHXHCNXV Ukraina từ năm 1946–1954 thể hiện tỉnh Izmail và tỉnh Drohobych

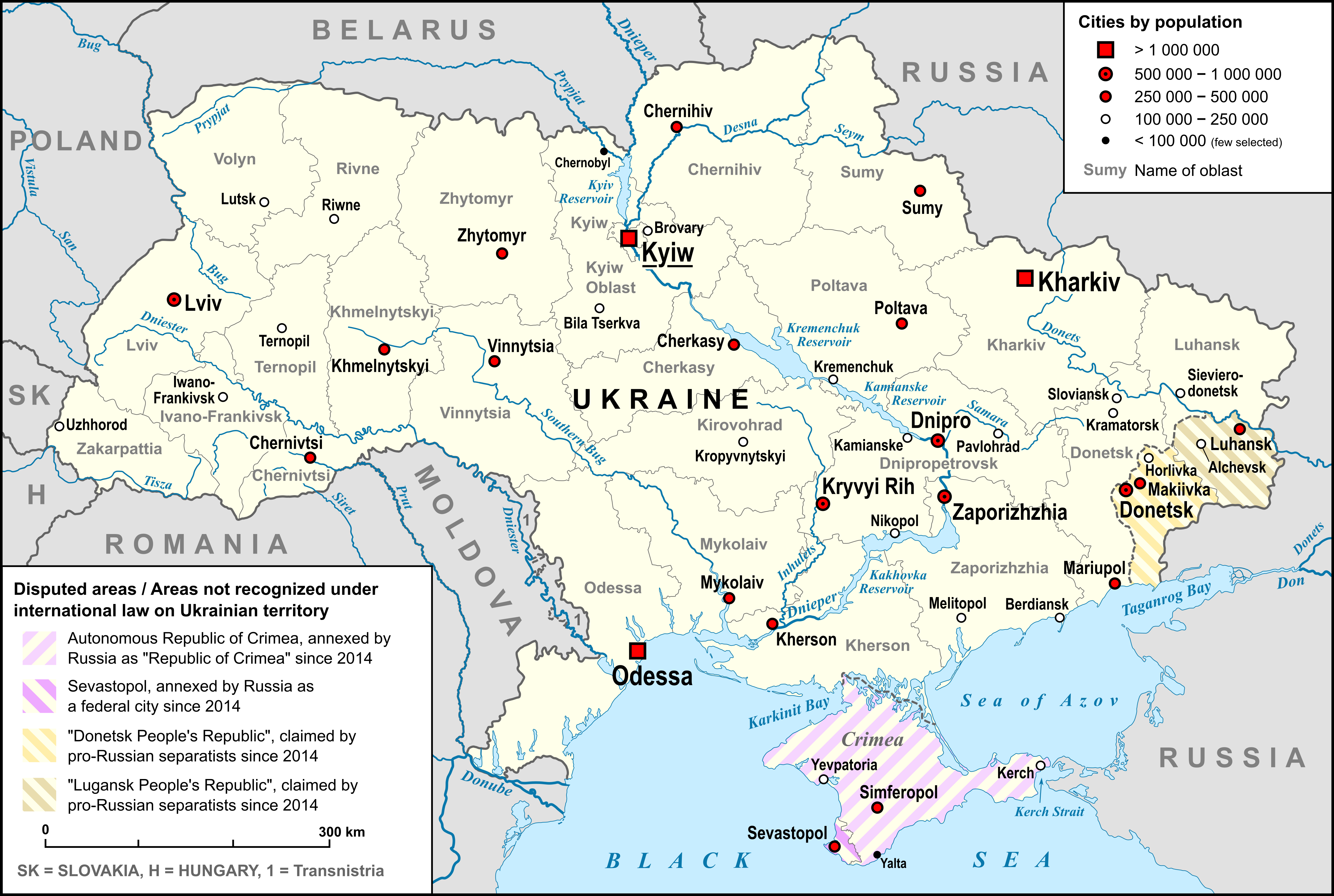
Bản đồ Ukraina với các tỉnh và thành phố lớn nhất

| Tỉnh                   | HASC | Diện tích (km2) | Dân số (2022) | Mật độ | Trung tâm hành chính | Huyện | Thành phố quan trọng cấp tỉnh |
| ---------------------- | ---- | --------------- | ------------- | ------ | -------------------- | ----- | ----------------------------- |
| Cherkasy Oblast        | CK   | 20.891          | 1.198.000     | 61,80  | Cherkasy             | 4     | 6                             |
| Chernihiv Oblast       | CH   | 31.851,3        | 994.000       | 34,67  | Chernihiv            | 5     | 3                             |
| Chernivtsi Oblast      | CV   | 8.093,6         | 897.000       | 111,67 | Chernivtsi           | 3     | 2                             |
| Dnipropetrovsk Oblast  | DP   | 31.900,5        | 3.214.000     | 104,83 | Dnipro               | 7     | 13                            |
| Donetsk Oblast         | DT   | 26.505,7        | 4.157.000     | 167,81 | Donetsk (Kramatorsk) | 8     | 28                            |
| Ivano-Frankivsk Oblast | IF   | 13.894,0        | 1.382.000     | 99,38  | Ivano-Frankivsk      | 6     | 5                             |
| Kharkiv Oblast         | KK   | 31.401,6        | 2.683.000     | 87,74  | Kharkiv              | 7     | 7                             |
| Kherson Oblast         | KS   | 28.449          | 1.026.000     | 38,35  | Kherson              | 5     | 3                             |
| Khmelnytskyi Oblast    | KM   | 20.636,2        | 1.274.000     | 64,52  | Khmelnytskyi         | 3     | 6                             |
| Kyiv Oblast            | KV   | 28.118,9        | 1.775.000     | 61,15  | Kyiv                 | 7     | 13                            |
| Kirovohrad Oblast      | KH   | 24.577,5        | 958.000       | 41,29  | Kropyvnytskyi        | 4     | 4                             |
| Luhansk Oblast         | LH   | 26.672,5        | 2.145.000     | 86,25  | Luhansk              | 8     | 14                            |
| Lviv Oblast            | LV   | 21.823,7        | 2.515.000     | 116,65 | Lviv                 | 7     | 9                             |
| Mykolaiv Oblast        | MY   | 24.587,4        | 1.126.000     | 48,25  | Mykolaiv             | 4     | 5                             |
| Odesa Oblast           | OD   | 33.295,9        | 2.395.000     | 71,71  | Odesa                | 7     | 7                             |
| Poltava Oblast         | PL   | 28.735,8        | 1.392.000     | 51,98  | Poltava              | 4     | 5                             |
| Rivne Oblast           | RV   | 20.038,5        | 1.146.000     | 57,52  | Rivne                | 4     | 4                             |
| Sumy Oblast            | SM   | 23.823,9        | 1.094.000     | 48,97  | Sumy                 | 5     | 7                             |
| Ternopil Oblast        | TP   | 13.817,1        | 1.035.000     | 78,65  | Ternopil             | 3     | 1                             |
| Vinnytsia Oblast       | VI   | 26.501,6        | 1.566.000     | 62,12  | Vinnytsia            | 6     | 6                             |
| Volyn Oblast           | VO   | 20.135,3        | 1.046.000     | 51,56  | Lutsk                | 4     | 4                             |
| Zakarpattia Oblast     | ZK   | 12.771,5        | 1.247.000     | 97,59  | Uzhhorod             | 6     | 5                             |
| Zaporizhzhia Oblast    | ZP   | 27.168,5        | 1.699.000     | 66,45  | Zaporizhzhia         | 5     | 5                             |
| Zhytomyr Oblast        | ZT   | 29.819,2        | 1.213.000     | 43,03  | Zhytomyr             | 4     | 5                             |

### Tỉnh cũ
- Tỉnh Izmail (ban đầu là tỉnh Akkerman) tồn tại vào 1940–41 và 1944–54 (thời Romania chiếm đóng, sau nhập vào tỉnh Odesa)
- Tỉnh Drohobych tồn tại vào 1939–1941 và 1944–1959 (thời Đức chiếm đóng, sau nhập vào tỉnh Lviv)
- Tỉnh Krym (1954–1991) chuyển thành Cộng hòa Xã hội chủ nghĩa Xô viết tự trị Krym

### Đổi tên
- Tỉnh Stalino là tên của tỉnh Donetsk giai đoạn 1938-41 và 1943-61 (hình thành từ tỉnh Donetsk thống nhất 1932–38, Đức chiếm đóng 1941–43)
- Tỉnh Akkerman là tên của tỉnh Izmail năm 1940
- Tỉnh Stanislav là tên của tỉnh Ivano-Frankivsk Oblast giai đoạn 1939–41 và 1944–62 (Đức chiếm đóng 1941–44)
- Tỉnh Kamianetsk-Podilska là tên của tỉnh Khmelnytskyi giai đoạn 1937-41 và 1944-54 (Đức chiếm đóng 1941–44, sau đó trung tâm hành chính chuyển đến Khmelnytskyi)
- Tỉnh Voroshylovhrad là tên của tỉnh Luhansk giai đoạn 1938–42, 1943–58 và 1970–90 (Đức chiếm đóng 1942–43)
- Tỉnh Tarnopil là tên gọi của tỉnh Ternopil giai đoạn 1939–41 (đổi tên ngay sau Thế chiến II)

Tỉnh Dnipropetrovsk và Kirovohrad Oblast đang chờ đổi tên sau khi các thành phố thủ phủ của chúng đổi thành Dnipro và  Kropyvnytskyi.